# Mistrovství světa juniorů v orientačním běhu 2001
12. Mistrovství světa juniorů v orientačním běhu proběhlo v Maďarsku ve dnech 9. až 15. července 2001. Centrum závodů JMS bylo ve městě Miskolc nacházejícím se v severním Maďarsku s administrativním centrem župy Borsod-Abaúj-Zemplén.

## Závod na krátké trati (Middle)

### Výsledky závodu na krátké trati (Middle)
| Muži                                                                               | Muži                                                                               | Muži                                                                               | Muži                                                                               | Muži                                                                               | Ženy                                                                               | Ženy                                                                               | Ženy                                                                               | Ženy                                                                               | Ženy                                                                               |
| ---------------------------------------------------------------------------------- | ---------------------------------------------------------------------------------- | ---------------------------------------------------------------------------------- | ---------------------------------------------------------------------------------- | ---------------------------------------------------------------------------------- | ---------------------------------------------------------------------------------- | ---------------------------------------------------------------------------------- | ---------------------------------------------------------------------------------- | ---------------------------------------------------------------------------------- | ---------------------------------------------------------------------------------- |
| - Traťové parametry: 4,8 km, 13 kontrol, ? m převýšení. - Mapa: ? 1:10 000 E= 2,5m | - Traťové parametry: 4,8 km, 13 kontrol, ? m převýšení. - Mapa: ? 1:10 000 E= 2,5m | - Traťové parametry: 4,8 km, 13 kontrol, ? m převýšení. - Mapa: ? 1:10 000 E= 2,5m | - Traťové parametry: 4,8 km, 13 kontrol, ? m převýšení. - Mapa: ? 1:10 000 E= 2,5m | - Traťové parametry: 4,8 km, 13 kontrol, ? m převýšení. - Mapa: ? 1:10 000 E= 2,5m | - Traťové parametry: 3,9 km, 11 kontrol, ? m převýšení. - Mapa: ? 1:10 000 E= 2,5m | - Traťové parametry: 3,9 km, 11 kontrol, ? m převýšení. - Mapa: ? 1:10 000 E= 2,5m | - Traťové parametry: 3,9 km, 11 kontrol, ? m převýšení. - Mapa: ? 1:10 000 E= 2,5m | - Traťové parametry: 3,9 km, 11 kontrol, ? m převýšení. - Mapa: ? 1:10 000 E= 2,5m | - Traťové parametry: 3,9 km, 11 kontrol, ? m převýšení. - Mapa: ? 1:10 000 E= 2,5m |
| Umístění                                                                           | Země                                                                               | Jméno                                                                              | Čas                                                                                | Ztráta                                                                             | Umístění                                                                           | Země                                                                               | Jméno                                                                              | Čas                                                                                | Ztráta                                                                             |
|                                                                                    | Norsko                                                                             | Marius Bjugan                                                                      | 0:27:08                                                                            |                                                                                    |                                                                                    | Finsko                                                                             | Minna Kauppiová                                                                    | 0:24:33                                                                            |                                                                                    |
|                                                                                    | Švédsko                                                                            | Jan Troeng                                                                         | 0:27:18                                                                            | + 0:00:10                                                                          |                                                                                    | Litva                                                                              | Ieva Sargautytėová                                                                 | 0:25:37                                                                            | + 0:01:04                                                                          |
|                                                                                    | Česko                                                                              | Michal Smola                                                                       | 0:27:20                                                                            | + 0:00:12                                                                          |                                                                                    | Švédsko                                                                            | Kajsa Nilssonová                                                                   | 0:25:54                                                                            | + 0:01:21                                                                          |
| 4                                                                                  | Maďarsko                                                                           | Bence Sprok                                                                        | 0:27:34                                                                            | + 0:00:26                                                                          | 4                                                                                  | Švédsko                                                                            | Lena Eliassonová                                                                   | 0:27:12                                                                            | + 0:02:39                                                                          |
| 5                                                                                  | Švýcarsko                                                                          | Daniel Hubmann                                                                     | 0:27:38                                                                            | + 0:00:30                                                                          | 5                                                                                  | Dánsko                                                                             | Signe Søesová                                                                      | 0:28:04                                                                            | + 0:03:31                                                                          |
| 6                                                                                  | Švýcarsko                                                                          | Lukas Ebneter                                                                      | 0:27:39                                                                            | + 0:00:31                                                                          | 6                                                                                  | Švýcarsko                                                                          | Martina Fritschyová                                                                | 0:28:19                                                                            | + 0:03:46                                                                          |

## Závod na klasické trati (Long)

### Výsledky závodu na klasické trati (Long)
| Muži                                                                              | Muži                                                                              | Muži                                                                              | Muži                                                                              | Muži                                                                              | Ženy                                                                             | Ženy                                                                             | Ženy                                                                             | Ženy                                                                             | Ženy                                                                             |
| --------------------------------------------------------------------------------- | --------------------------------------------------------------------------------- | --------------------------------------------------------------------------------- | --------------------------------------------------------------------------------- | --------------------------------------------------------------------------------- | -------------------------------------------------------------------------------- | -------------------------------------------------------------------------------- | -------------------------------------------------------------------------------- | -------------------------------------------------------------------------------- | -------------------------------------------------------------------------------- |
| - Traťové parametry: 10,6 km, 25 kontrol, ? m převýšení. - Mapa: ? 1:15 000 E= 5m | - Traťové parametry: 10,6 km, 25 kontrol, ? m převýšení. - Mapa: ? 1:15 000 E= 5m | - Traťové parametry: 10,6 km, 25 kontrol, ? m převýšení. - Mapa: ? 1:15 000 E= 5m | - Traťové parametry: 10,6 km, 25 kontrol, ? m převýšení. - Mapa: ? 1:15 000 E= 5m | - Traťové parametry: 10,6 km, 25 kontrol, ? m převýšení. - Mapa: ? 1:15 000 E= 5m | - Traťové parametry: 7,5 km, 16 kontrol, ? m převýšení. - Mapa: ? 1:15 000 E= 5m | - Traťové parametry: 7,5 km, 16 kontrol, ? m převýšení. - Mapa: ? 1:15 000 E= 5m | - Traťové parametry: 7,5 km, 16 kontrol, ? m převýšení. - Mapa: ? 1:15 000 E= 5m | - Traťové parametry: 7,5 km, 16 kontrol, ? m převýšení. - Mapa: ? 1:15 000 E= 5m | - Traťové parametry: 7,5 km, 16 kontrol, ? m převýšení. - Mapa: ? 1:15 000 E= 5m |
| Umístění                                                                          | Země                                                                              | Jméno                                                                             | Čas                                                                               | Ztráta                                                                            | Umístění                                                                         | Země                                                                             | Jméno                                                                            | Čas                                                                              | Ztráta                                                                           |
|                                                                                   | Rusko                                                                             | Andrej Chramov                                                                    | 1:05:19                                                                           |                                                                                   |                                                                                  | Česko                                                                            | Dana Brožková                                                                    | 0:57:35                                                                          |                                                                                  |
|                                                                                   | Finsko                                                                            | Mårten Boström                                                                    | 1:06:06                                                                           | + 0:00:47                                                                         |                                                                                  | Finsko                                                                           | Pinja Satriová                                                                   | 0:58:05                                                                          | + 0:00:30                                                                        |
|                                                                                   | Česko                                                                             | Michal Smola                                                                      | 1:06:10                                                                           | + 0:00:51                                                                         |                                                                                  | Rusko                                                                            | Daria Smoliková                                                                  | 0:58:28                                                                          | + 0:00:53                                                                        |
| 4                                                                                 | Švýcarsko                                                                         | Dominik Koch                                                                      | 1:08:08                                                                           | + 0:02:49                                                                         | 4                                                                                | Česko                                                                            | Michaela Przyczková                                                              | 0:58:38                                                                          | + 0:01:03                                                                        |
| 5                                                                                 | Rumunsko                                                                          | Vasile Ciprian Popa                                                               | 1:08:12                                                                           | + 0:02:53                                                                         | 5                                                                                | Švýcarsko                                                                        | Martina Fritschyová                                                              | 0:59:09                                                                          | + 0:01:34                                                                        |
| 6                                                                                 | Maďarsko                                                                          | Bence Sprok                                                                       | 1:09:08                                                                           | + 0:03:49                                                                         | 6                                                                                | Česko                                                                            | Vendula Klechová                                                                 | 0:59:28                                                                          | + 0:01:53                                                                        |

## Štafetový závod

### Výsledky štafetového závodu
| Muži                                                                          | Muži                                                                          | Muži                                                                          | Muži                                                                          | Muži                                                                          | Ženy                                                                  | Ženy                                                                  | Ženy                                                                  | Ženy                                                                  | Ženy                                                                  |
| ----------------------------------------------------------------------------- | ----------------------------------------------------------------------------- | ----------------------------------------------------------------------------- | ----------------------------------------------------------------------------- | ----------------------------------------------------------------------------- | --------------------------------------------------------------------- | --------------------------------------------------------------------- | --------------------------------------------------------------------- | --------------------------------------------------------------------- | --------------------------------------------------------------------- |
| - Traťové parametry : ? km, ? kontrol, ? m převýšení - Mapa: ? 1:15 000 E= 5m | - Traťové parametry : ? km, ? kontrol, ? m převýšení - Mapa: ? 1:15 000 E= 5m | - Traťové parametry : ? km, ? kontrol, ? m převýšení - Mapa: ? 1:15 000 E= 5m | - Traťové parametry : ? km, ? kontrol, ? m převýšení - Mapa: ? 1:15 000 E= 5m | - Traťové parametry : ? km, ? kontrol, ? m převýšení - Mapa: ? 1:15 000 E= 5m | - Parametry : ? km, ? kontrol, ? m převýšení - Mapa: ? 1:15 000 E= 5m | - Parametry : ? km, ? kontrol, ? m převýšení - Mapa: ? 1:15 000 E= 5m | - Parametry : ? km, ? kontrol, ? m převýšení - Mapa: ? 1:15 000 E= 5m | - Parametry : ? km, ? kontrol, ? m převýšení - Mapa: ? 1:15 000 E= 5m | - Parametry : ? km, ? kontrol, ? m převýšení - Mapa: ? 1:15 000 E= 5m |
| Umístění                                                                      | Země                                                                          | Jméno                                                                         | Čas                                                                           | Ztráta                                                                        | Umístění                                                              | Země                                                                  | Jméno                                                                 | Čas                                                                   | Ztráta                                                                |
|                                                                               | Česko                                                                         | Jan Mrázek Jaromír Vlach Michal Smola                                         | 2:16:10                                                                       |                                                                               |                                                                       | Švédsko                                                               | Anna Lampinenová Kajsa Nilssonová Maria Bergkvistová                  | 1:53:42                                                               |                                                                       |
|                                                                               | Polsko                                                                        | Maciej Grabowski Wojciech Kowalski Wojciech Dwojak                            | 2:17:34                                                                       | + 0:01:24                                                                     |                                                                       | Česko                                                                 | Dana Brožková Iva Rufferová Martina Dočkalová                         | 1:55:48                                                               | + 0:02:06                                                             |
|                                                                               | Švédsko                                                                       | David Andersson Erik Andersson Jan Troeng                                     | 2:21:06                                                                       | + 0:04:56                                                                     |                                                                       | Finsko                                                                | Pinja Satriová Bodil Holmströmová Minna Kauppiová                     | 1:56:45                                                               | + 0:03:03                                                             |
| 4                                                                             | Norsko                                                                        | Stig Alvestad Even Lillemo Marius Bjugan                                      | 2:21:09                                                                       | + 0:04:59                                                                     | 4                                                                     | Litva                                                                 | Indrė Valaitėová Ieva Sargautytėová Diana Vosyliūtėová                | 2:02:02                                                               | + 0:08:20                                                             |
| 5                                                                             | Finsko                                                                        | Jörgen Wickholm Tuomas Tervo Mårten Boström                                   | 2:21:10                                                                       | + 0:05:00                                                                     | 5                                                                     | Belgie                                                                | Helene Toussaintová Laura Molsová Sofie Herremansová                  | 2:02:17                                                               | + 0:08:35                                                             |
| 6                                                                             | Rumunsko                                                                      | Calinescu Paul Marius Brabiescu Ionut Alin Zinca Vasile Ciprian Popa          | 2:21:21                                                                       | + 0:05:11                                                                     | 6                                                                     | Rusko                                                                 | Evgenia Belová Liudmila Krasnoiarová Daria Smoliková                  | 2:02:23                                                               | + 0:08:41                                                             |

## Česká juniorská reprezentace na JMS
| Muži                       | Muži                       | Muži                       | Muži                       | Ženy                        | Ženy                        | Ženy                        | Ženy                        |
| -------------------------- | -------------------------- | -------------------------- | -------------------------- | --------------------------- | --------------------------- | --------------------------- | --------------------------- |
| - Umístění českých juniorů | - Umístění českých juniorů | - Umístění českých juniorů | - Umístění českých juniorů | - Umístění českých juniorek | - Umístění českých juniorek | - Umístění českých juniorek | - Umístění českých juniorek |
| Jméno                      | Middle                     | Long                       | Štafety                    | Jméno                       | Middle                      | Long                        | Štafety                     |
| Michal Smola               | 3. místo                   | 3. místo                   | 1. místo                   | Iva Rufferová               | 10. místo                   | 11. místo                   | 2. místo                    |
| Petr Zvěřina               | 18. místo                  | 90. místo                  | x                          | Anežka Jáhnová              | 11. místo                   | 22. místo                   | x                           |
| Jaromír Vlach              | 22. místo                  | 18. místo                  | 1. místo                   | Vendula Klechová            | 7. místo                    | 6. místo                    | x                           |
| Zbyněk Štěrba              | 33. místo                  | 63. místo                  | x                          | Michaela Przyczková         | 12. místo                   | 4. místo                    | x                           |
| Jan Mrázek                 | 53. místo                  | 36. místo                  | 1. místo                   | Martina Dočkalová           | 14. místo                   | 16. místo                   | 2. místo                    |
| Tomáš Dlabaja              | MB12. místo                | 57. místo                  | x                          | Dana Brožková               | 29. místo                   | 1. místo                    | 2. místo                    |

## Medailová klasifikace podle zemí
| Medailová klasifikace podle zemí | Medailová klasifikace podle zemí | Medailová klasifikace podle zemí | Medailová klasifikace podle zemí | Medailová klasifikace podle zemí | Medailová klasifikace podle zemí |
| Umístění                         | Země                             | Zlato                            | Stříbro                          | Bronz                            | Součet                           |
| -------------------------------- | -------------------------------- | -------------------------------- | -------------------------------- | -------------------------------- | -------------------------------- |
| 1.                               | Česko                            | 2                                | 1                                | 2                                | 5                                |
| 2.                               | Finsko                           | 1                                | 2                                | 1                                | 4                                |
| 3.                               | Švédsko                          | 1                                | 1                                | 2                                | 4                                |
| 4.                               | Rusko                            | 1                                | -                                | 1                                | 2                                |
| 5.                               | Norsko                           | 1                                | -                                | -                                | 1                                |
| 6.                               | Polsko                           | -                                | 1                                | -                                | 1                                |
| 7.                               | Litva                            | -                                | 1                                | -                                | 1                                |